# Чашкодрян
Чашкодрянът (Euonymus) е род цъфтящи растения от семейство Чашкодрянови (Celastraceae). Общите имена варират в широки граници между различните видове и между различните англоговорещи страни, но включват „вретено“ (или вретено дърво), „горящ храст“, „ягодов храст“, „wahoo“ и „wintercreeper“. Състои се от около 130 вида широколистни и вечнозелени храсти, малки дървета и лиани. Те са предимно родом от Източна Азия, простирайки се до Хималаите, а също така са разпространени в Европа, Австралия, Северна Америка и Мадагаскар. 50 вида са ендемични за Китай.

## Описание
Невзрачните цветове се срещат на малки групи и могат да бъдат зелени, жълти, розови или кестеняви на цвят в зависимост от вида. Листата са срещуположни (рядко се редуват) и прости яйцевидни, обикновено 2 – 15 cm дълги и обикновено с фино назъбен край. Плодът е розов или бял, с четири или пет клапана зрънце, подобно на шушулка, което се разцепва, за да разкрие месестите оранжеви или червени семена.
Семената се ядат от плодоядни птици, които смилат месестата обвивка на семената и разпръскват семената в изпражненията си. Много видове се използват за медицински цели, а части от растенията могат да бъдат отровни за хората.

## Отглеждане и употреба
Дървесината на някои видове се използва традиционно за направата на вретена за предене на вълна; тази употреба произхожда от британското английско наименование на храстите.
Родът чашкодрян са популярни градински храсти, отглеждани заради зеленината си, широколистните видове често проявяват много яркочервени есенни цветове, а също и заради декоративните плодове. Euonymus alatus (крилат euonymus или горящ храст) обаче се счита за инвазивен вид в горите в североизточната част на САЩ.

## Видове
Видовете включват:
| - Euonymus acanthocarpus - Euonymus acuminifolius - Euonymus alatus – winged spindle, burning-bush - Euonymus americanus – strawberry-bush - Euonymus angulatus - Euonymus assamicus - Euonymus atropurpureus – eastern burning-bush, eastern wahoo - Euonymus bungeanus – winterberry euonymus - Euonymus castaneifolius - Euonymus cochinchinensis - Euonymus carnosus - Euonymus cornutus - Euonymus dichotomus - Euonymus echinatus - Euonymus europaeus – European spindle - Euonymus fimbriatus – fringed spindle tree - Euonymus fortunei – Fortune's spindle, wintercreeper - Euonymus frigidus - Euonymus glandulosus - Euonymus grandiflorus - Euonymus hamiltonianus – Hamilton's spindle, Хималайски чашкодрян - Euonymus japonicus – Japanese spindle, evergreen spindle - Euonymus javanicus - Euonymus kiautschovicus – spreading euonymus - Euonymus kwangtungensis - Euonymus lanceifolia - Euonymus latifolius – broadleaf spindle - Euonymus melananthus - Euonymus mengtzeanus - Euonymus morrisonensis | - Euonymus myrianthus - Euonymus nanoides - Euonymus nanus – dwarf spindle - Euonymus nitidus - Euonymus obovatus – running strawberry-bush - Euonymus occidentalis – western burning-bush - Euonymus oxyphyllus – Korean spindletree - Euonymus pallidifolius - Euonymus paniculatus - Euonymus pauciflorus - Euonymus pendulus (syn. E. lucidus) - Euonymus phellomanus - Euonymus pittosporoides - Euonymus planipes – dingle-dangle tree - Euonymus prismatomerioides - Euonymus pseudovagans - Euonymus sachalinensis - Euonymus sanguineus - Euonymus schensianus - Euonymus semenovii - Euonymus serratifolius - Euonymus tenuiserrata - Euonymus thwaitesii - Euonymus velutinus - Euonymus verrucocarpa - Euonymus verrucosoides - Euonymus verrucosus - Euonymus walkeri - Euonymus wui |